# Onmyōza
Onmyōza (jap. 陰陽座, dt. etwa „Zusammenkunft von Yin und Yang“) ist eine japanische Metal-Band. Ihre Musik beschreiben sie selbst als Youkai Heavy Metal, wobei das japanische Wort „Yōkai“ (妖怪) für unheimliche Erscheinung, Spuk, Monster oder Ungeheuer steht.

## Bandgeschichte
Onmyōza gaben ihr erstes Konzert im Juni 1999. Nachdem sie dann Mitte 1999 ihre erste Demoaufnahme herausgebracht hatten, folgte im Dezember des gleichen Jahres das Debütalbum „Kikoku Tenshou“ (Wiedergeburt des klagenden Geistes), das die Band noch vor einer Single in Eigenregie herausbrachte.
Bereits 2001 bot King Records den Fünfen einen Major-Vertrag an. Im Dezember 2001 folgte mit der Single „Tsuki ni Murakumo Hana ni Kaze“ (Die Wolken vor dem Mond, der Wind in den Blumen), das Major-Release-Debüt, gefolgt vom ersten Major-Album „Koujin Rasetsu“ (Die edlen Gedanken des bösen Geistes). Auch der Schritt nach Westen wurde früh angegangen: Onmyōza waren als einzige japanische Band auf dem Iron Maiden- sowie auf dem Judas Priest-Tributealbum vertreten. Auf der EP „Fuin Kairan“ (Versiegelte Zirkulation) wurden hauptsächlich Songs der Indie-Zeit veröffentlicht, die bislang auf keinem Album zu finden waren. Außerdem erschienen weitere zahlreiche Single-, Album-, DVD-, VHS-Veröffentlichungen und Band-Score-Bücher.
Onmyōza waren die bisher einzige Band, die jemals ein Konzert in der Noh playing Hall geben durften, die eine Bühne für ausschließlich traditionelle japanische Bühnenstücke ist; sie haben für den Anime „Kouga Ninpouchou Basilisk“ den Anfangstitel beigesteuert, welcher auf der Single „Kouga Ninpouchou“ (Die Ninja-Kunst des Kouga-Clans) zu finden ist und brachten am 22. Juni 2005 das Album „Garyou Tensei“ (Das Auge des Imperialisten) heraus.
2009 verabschiedete sich Schlagzeuger Tora von der Band als offizielles Mitglied und wird fortan als Support-Drummer dienen. Aber nicht mehr mit Künstlernamen Tora, sondern mit seinem bürgerlichen Namen Atsushi Kawatsuka.

## Mitglieder
Onmyōza wurden im Frühjahr 1999 von Bassist und Sänger Matatabi (Kanji: Feuerblitz, Lesung: Silberdistel), Vokalistin Kuroneko (Schwarze Katze) und den beiden Gitarristen Maneki (Kanji: Geisterbeschwörer, Lesung: Willkommens Katze) und Karukan (Kanji: Jäger des Unheils, Lesung: Katzenfuttermarke) gegründet. Wenig später stieß der Schlagzeuger Tora (Kanji: Sake-Säufer, Lesung: Tiger) dazu.
Außer Matatabi, Kuroneko und Tora brachte keines der anderen Bandmitglieder irgendwelche Erfahrungen im Musikgeschäft mit sich. Vor Onmyōza waren Matatabi und Kuroneko gemeinsam bei der Band „Kusou Kagaku Byounin ~Kami to Memo Kami~“, was so viel wie „Notizzettel des Patienten der Wissenschaft der Tagträume“ bedeutet. Außerdem war Kuroneko davor in der fast ausschließlich auf chorale Gesänge ausgelegten Gruppe Lorelei Mitglied. Tora war meist nur als Support-Drummer in unbekannten Visual-Kei-Indie-Bands tätig. 2009 verließ er aus persönlichen Gründen die Band und unterstützte diese zunächst unter seinem Geburtsnamen Atsushi Kawatsuka als Support-Drummer, wurde jedoch inzwischen von Tomotaka Ishikawa ersetzt. Masahiro Abe spielt mindestens seit Anfang 2004 für Onmyōza Keyboard.

## Stil
Onmyō bedeutet „Schatten und Licht“, za steht für die Position, die man einnimmt – im alten China ging man davon aus, dass alles auf der Welt in Schatten und Licht geteilt ist, eben das Prinzip des Yin und Yang, das auch Onmyōza zelebrieren.
Wie die Band über sich selbst sagt, beinhalten sowohl die Texte, als auch das Auftreten der Band im Allgemeinen eine starke kulturelle Bindung zum alten Japan und China und deren Weisheiten.
Das stilistische Bild des alten Japans zur Heian-Zeit (794–1185) wird durch das Tragen der für jene Zeit typischen traditionellen Kostüme dargestellt.

### Live
Ganz gemäß dem Konzept der Band, nämlich der Gegensätzlichkeit, präsentieren sich Onmyōza auf der Bühne mit männlichem und weiblichem Vokalisten. Auf Live-Konzerten unterstreichen Kuronekos Tänze zusätzlich die Atmosphäre der Songs.
Maneki, einer der beiden Leadgitarristen, ist neben seiner Tätigkeit als Gitarrist auch ein Backgroundsänger, der Kuroneko und Matatabi stimmlich unterstützt. Außerdem entwirft er Illustration für offizielle Band-Goodies.

### Texte
Das Konzept der Gegensätzlichkeit u. a. „Aufbruch und Stillstand“; „Dunkelheit (Schatten) und Licht“; „Standhaftigkeit und Nachgiebigkeit“ wird vor allem in den Liedtexten stark zum Ausdruck gebracht. Da alle Texte der Band ausschließlich in japanischer Sprache und Schrift gehalten sind und sie oft aus dem Altjapanischen stammende Begriffe und teilweise sogar chinesische Kanji verwenden, soll es vorkommen, dass nicht einmal Japaner immer alle Lieder verstehen.

### Musik
Die musikalische Skala der Band rangiert von Pop (vor allem bei ihren neueren Songs) über Balladen bis hin zu Heavy-Metal-Songs.

## Diskografie

### Studioalben
| Jahr | Titel                                                      | Höchstplatzierung, Gesamtwochen, AuszeichnungChartsChartplatzierungen (Jahr, Titel, Platzierungen, Wochen, Auszeichnungen, Anmerkungen) | Anmerkungen                              |
| Jahr | Titel                                                      | JP | Anmerkungen                              |
| ---- | ---------------------------------------------------------- | --- | ---------------------------------------- |
| 1999 | Kikoku Tenshō (鬼哭転生)                                   | — | Erstveröffentlichung: 5. Dezember 1999   |
| 2000 | Hyakki Ryōran (百鬼繚乱)                                   | — | Erstveröffentlichung: 24. Dezember 2000  |
| 2002 | Kōjin Rasetsu (煌神羅刹)                                   | JP49 (1 Wo.)JP | Erstveröffentlichung: 10. Januar 2002    |
| 2002 | Fūin Kairan (封印廻濫)                                     | JP63 (1 Wo.)JP | Erstveröffentlichung: 24. Juni 2002      |
| 2003 | Hōyoku Rindō (鳳翼麟瞳) Flügel des Hou-ou, Augen der Kirin | JP23 (5 Wo.)JP | Erstveröffentlichung: 22. Januar 2003    |
| 2004 | Mugen Hōyō (夢幻泡影)                                      | JP27 (4 Wo.)JP | Erstveröffentlichung: 3. März 2004       |
| 2005 | Garyū Tensei (臥龍點睛)                                    | JP20 (5 Wo.)JP | Erstveröffentlichung: 25. Juni 2005      |
| 2007 | Maō Taiten (魔王戴天) Der den Himmel erobernde Teufel      | JP13 (6 Wo.)JP | Erstveröffentlichung: 25. Juli 2007      |
| 2008 | Chimimōryō (魑魅魍魎) (Bösartige Wald- und Wassergeister)  | JP9 (6 Wo.)JP | Erstveröffentlichung: 10. September 2008 |
| 2009 | Kongō Kyūbi (金剛九尾) (Diamantener Neunschwanz)           | JP13 (12 Wo.)JP | Erstveröffentlichung: 9. September 2009  |
| 2011 | Kishi-Bojin (鬼子母神) (Mutter der Teufel)                 | JP13 (8 Wo.)JP | Erstveröffentlichung: 21. Dezember 2011  |
| 2014 | Fuujin Kaikou (風神界逅) Fuujin Against the Realms         | JP10 (7 Wo.)JP | Erstveröffentlichung: 24. September 2014 |
| 2014 | Raijin Sousei (雷神創世) Genesis of Raijin                 | JP11 (6 Wo.)JP | Erstveröffentlichung: 24. September 2014 |
| 2017 | Karyou Binga (迦陵頻伽) Kalavinka                          | JP7 (11 Wo.)JP | Erstveröffentlichung: 5. Juli 2017       |
| 2018 | Hadou Myouou (覇道明王) High-handed Wisdom King            | JP11 (7 Wo.)JP | Erstveröffentlichung: 6. Juni 2018       |
| 2023 | Ryuuou-Douji (龍凰童子) Legacy of the Dragon King          | JP6 (7 Wo.)JP | Erstveröffentlichung: 18. Januar 2023    |

### Livealben
| Jahr | Titel                                       | Höchstplatzierung, Gesamtwochen, AuszeichnungChartsChartplatzierungen (Jahr, Titel, Platzierungen, Wochen, Auszeichnungen, Anmerkungen) | Anmerkungen                         |
| Jahr | Titel                                       | JP | Anmerkungen                         |
| ---- | ------------------------------------------- | --- | ----------------------------------- |
| 2003 | Sekinetsu Enbu (赤熱演舞) Rotglühender Tanz | JP68 (1 Wo.)JP | Erstveröffentlichung: 25. Juni 2003 |
| 2006 | Onmyou-Live (陰陽雷舞) Onmyou Thunder Live  | JP35 (2 Wo.)JP | Erstveröffentlichung: 7. Juni 2006  |

### Kompilationen
| Jahr | Titel                                                  | Höchstplatzierung, Gesamtwochen, AuszeichnungChartsChartplatzierungen (Jahr, Titel, Platzierungen, Wochen, Auszeichnungen, Anmerkungen) | Anmerkungen                            |
| Jahr | Titel                                                  | JP | Anmerkungen                            |
| ---- | ------------------------------------------------------ | --- | -------------------------------------- |
| 2006 | In’yō Shugyoku (陰陽珠玉) Yin-Yang-Juwelen             | JP14 (5 Wo.)JP | Erstveröffentlichung: 2. August 2006   |
| 2013 | Ryuuou-Shugyoku (龍凰珠玉) Jewel of Dragon and Phoenix | JP18 (8 Wo.)JP | Erstveröffentlichung: 4. Dezember 2013 |

### Singles
| Jahr | Titel Album | Höchstplatzierung, Gesamtwochen, AuszeichnungChartsChartplatzierungen (Jahr, Titel, Album, Platzierungen, Wochen, Auszeichnungen, Anmerkungen) | Anmerkungen                              |
| Jahr | Titel Album | JP | Anmerkungen                              |
| ---- | --- | --- | ---------------------------------------- |
| 2000 | Ouka no Kotowari (桜花ノ理) Die Vernunft der Kirschblüten –                                                                                | — | Erstveröffentlichung: 19. August 2000    |
| 2001 | Tsuki ni Murakumo Hana ni Kaze (月に叢雲花に風) Wolken vor dem Mond, Wind in den Blumen –                                                  | — | Erstveröffentlichung: 16. Dezember 2001  |
| 2002 | Yōka Ninpōchō (妖花忍法帖) Die Ninja-Schriftrolle der geheimnisvollen Blumen –                                                             | JP57 (2 Wo.)JP | Erstveröffentlichung: 25. Dezember 2002  |
| 2003 | Hōyoku Tenshou (鳳翼天翔) Die zum Himmel aufsteigenden Flügel des Hou-ou –                                                                 | JP66 (1 Wo.)JP | Erstveröffentlichung: 4. Juni 2003       |
| 2003 | Mezame (醒) (Erwachen) – | JP30 (3 Wo.)JP | Erstveröffentlichung: 1. Oktober 2003    |
| 2004 | Nemuri (睡) Schlaf – | JP40 (3 Wo.)JP | Erstveröffentlichung: 7. Januar 2004     |
| 2004 | Kumikyoku Yoshitsune ~ Akki Hougan (組曲「義経」～悪忌判官) Suite Yoshitsune ~ Dämonenrichter –                                            | JP30 (6 Wo.)JP | Erstveröffentlichung: 23. September 2004 |
| 2004 | Kumikyoku Yoshitsune ~ Muma Enjou (組曲「義経」～夢魔炎上) Suite Yoshitsune ~ In Flammen stehender Albtraum –                              | JP32 (3 Wo.)JP | Erstveröffentlichung: 27. Oktober 2004   |
| 2004 | Kumikyoku Yoshitsune ~ Raise Kaikō (組曲「義経」～来世邂逅) Suite Yoshitsune ~ Zufälliges Zusammentreffen im Leben nach der Wiedergeburt – | JP33 (4 Wo.)JP | Erstveröffentlichung: 26. November 2004  |
| 2005 | Kōga Ninpōchō (甲賀忍法帖) Die Ninja-Schriftrolle der Kouga –                                                                              | JP31 Platin (Digital) · (8 Wo.)JP | Erstveröffentlichung: 27. April 2005     |
| 2007 | Kokui no Tennyo (黒衣の天女) Schwarzgewandtes Himmelsmädchen –                                                                             | JP14 (5 Wo.)JP | Erstveröffentlichung: 27. Juni 2007      |
| 2008 | Kureha (紅葉) Rotes Laub – | JP15 (5 Wo.)JP | Erstveröffentlichung: 6. August 2008     |
| 2009 | Sōkoku / Dōkoku (相克/慟哭) Rivalität / Wehklagen –                                                                                        | JP13 (4 Wo.)JP | Erstveröffentlichung: 21. Januar 2009    |
| 2009 | Aoki Dokugan (蒼き独眼) Blaues Einauge –                                                                                                   | JP17 (3 Wo.)JP | Erstveröffentlichung: 26. August 2009    |
| 2011 | Konpeki no Sōjin (紺碧の双刃) Dunkelblaue Doppelklinge –                                                                                   | JP23 (5 Wo.)JP | Erstveröffentlichung: 9. Februar 2011    |
| 2014 | Seiten no Mikazuki (青天の三日月) Crescent moon in the blue sky –                                                                          | JP19 (5 Wo.)JP | Erstveröffentlichung: 19. März 2014      |
| 2018 | Ouka Ninpouchou (桜花忍法帖) Ninja Scroll of Cherry Blossoms –                                                                             | JP15 (7 Wo.)JP | Erstveröffentlichung: 10. Januar 2018    |

Weitere Singles
- 2005: 蛟龍の巫女 (JP: Gold (Digital))

### Videoalben
- 2003: Hakkō Ranbu (白光乱舞) Wilder Tanz des weißen Lichts (26. Januar 2003 live in Nagoya (Electric Lady Land))
- 2004: Hyakki Kōrinden (百鬼降臨伝) Legende von der Ankunft der hundert Dämonen (15. September 2001 live in Tokyo (Meguro Live Station))
- 2005: Waga Shikabane wo koete yuke (我屍越行) Schreitet über unseren Leichnam (9. Dezember 2004 live in Tokyo (Shibuya AX))
- 2005: Yūgen Reibu (幽玄霊舞) Mystischer Seelentanz (2 Disks, Fotos, Liveaufnahmen, Interviews; nur für Fanclubs)
- 2006: Shugyoku Enbu (珠玉宴舞) Juwelen-Festtanz
- 2008: Tenka Fubu (天下布舞) Weltlicher Tüchertanz
- 2010: Ryuuou Rinbu (龍凰輪舞) Reigen des Drachenkönigs
- 2010: Shikigami Raibu (式神雷舞) Donnertanz der Shikigami/Shikigami Live (nur für Fanclubs)
- 2012: Zekkai Enbu (絶界演舞) Hidden World Live
- 2013: Shikigami Oubu (式神謳舞) Shikigami Celebration Live (nur für Fanclubs)
- 2015: Fujin Raibu (風神雷舞) Wind God Live
- 2015: Raijin Raibu (雷神雷舞) Thunder God Live
- 2017: Zetten Ranbu (絶巓鸞舞) Absolute Dance
- 2019: Hadou Seibu (覇道征舞)